# S. D. Perry
Stephani Danelle Perry (creditada como S. D. Perry em seus trabalhos) é uma escritora que vive em Portland, Oregon. Ela é filha do escritor Steve Perry.
S. D. Perry está vivendo atualmente em Portland, Oregon com seu marido, Myk, seus dois filhos Cyrus e Myk Jr, e seus dois cachorros. Ela geralmente escreve romances baseados em trabalhos dos gêneros de fantasia/ficção científica/terror, incluindo Resident Evil, Star Trek, Aliens e Predator.

## Livros

### Aliens
- The Female War(1993): O terceiro livro da história; co-escrito com seu pai Steve Perry e adaptado para as mini-series Dark Horse Comics.
- Labyrinth(1996): O sexto livro da série; história ambientada em um ninho de Aliens e adaptado para a mini-série Dark Horse Comics.
- Berserker(1998): O nono livro da série, também adaptado para a mini-série Dark Horse Comics.
- Criminal Enterprise(2008): O décimo terceiro livro da série, um romance original.

### Aliens vs. Predator
- Prey (1994)
- War (1999)

### Resident Evil
- Livro 1 (1998): The Umbrella Conspiracy, um enredo originário do Resident Evil  visto no primeiro game da série. ( Resident Evil/Biohazard - Game do console Playstation,  Sega Saturn e PC. )

A historia se passa dentro da Mansão de Spencer, seguida pela personagem Jill Valentine e Chris Redfield. Que enfrentam criaturas longe de suas realidades, e, com poucas opções lutam para sobreviver.
- Livro 2(1998): Caliban Cove uma história original ocorrida na ilha de Caliban Cove.

Rebecca Chambers e sua equipe Steve Lopez, John Andrews, Karen Driver, David Trapp tentam parar um cientista de espalhar um novo tipo de Vírus, diferente do T-Vírus. O livro conta com novas criaturas, chamadas “Leviathans”, e uma nova cepa de vírus que mantém a inteligência dos infectados, mas remove todo o livre-arbítrio, tornando-os facilmente controláveis.
- Livro 3 (1999): City of the Dead, referente à Resident Evil 2

( Game dos consoles Playstation, Dreamcast, Nintendo 64 e PC)
Claire Redfield e Leon S. Kennedy acabam de chegar em Raccon City, e deparam com uma cidade devastada com uma peste que transformou a população em criaturas parecidas com zumbis. Mas, descobrem que o perigo maior ainda não é o T-Vírus, e que a Umbrella Corporation está por trás de tudo isso.
- Livro 4 (1999): Underworld é outra original história com a participação de Claire Redfield, Rebecca Chambers, Leon S. Kennedy, John Andrews, David Trapp tentam derrubar a Umbrella Corporation se infiltrando facilmente em Utah conhecida como o Planeta. John Andrews e David Trapp, os membros sobreviventes do S.T.A.R.S retornam do segundo livro Caliban Cove.

- Livro 5 (2000): Nemesis, um enredo referente ao Resident Evil 3: Nemesis.

( Game dos Console Dreamcast, Playstation e PC ).
O roteiro segue a personagem Jill Valentine, uma "Ex-S.T.A.R.S". Em sua luta pela sobrevivência nas ruas da cidade, à também uma atenção especial a Nicholai, um dos mercenários da companhia, que possui seus próprios objetivos em meio ao caos.
- Livro 6 (2001): Code Veronica um enredo referente ao Resident Evil Code: Veronica.

( Game dos console Dreamcast, e Playstation 2 com a versão " Resident Evil: Code Veronica X " ).
Na luta contra a Umbrella, Claire Redfield invade um prédio da companhia e é capturada, sendo levada presa à Ilha Rockfort, palco de mais um incidente biológico. No sexto livro de sua série aparecem também seu irmão Chris Redfield e um rapaz chamado Steve Burnside.
- Livro 7 (2004): Zero Hour, um enredo referente ao Resident Evil Zero. ( Game do Console  Nintendo GameCube ) Rebecca Chambers é enviada à Floresta de Raccoon juntamente com seus companheiros do Bravo Team dos S.T.A.R.S para investigar os assassinatos bizarros que aconteciam no local. Billy Coen, um fugitivo condenado à morte, junta-se à garota enquanto se desenrola uma trama que remonta às origens da Umbrella Corporation.

### Star Trek: Deep Space Nine
- 2001 The Avatar, Livro 1
- 2001 The Avatar, Livro 2
- 2003 Rising Son
- 2003 Unity
- 2008 Terok Nor: Night of the Wolves com Britta Dennison
- 2008 Terok Nor: Dawn of the Eagles com Britta Dennison

Star Trek Section 31 books written by the author:
- 2001 Cloak

Star Trek books written by the author:
- 2010 Inception